# باكو بلازا
باكو بلازا (بالإسبانية: Paco Plaza) (و. 1973  م) هو مخرج أفلام، وكاتب سيناريو إسباني، ولد في بلنسية.

## الحياة المبكرة والتعليم
ولد بلازا في 8 فبراير 1973 في فالنسيا.حصل على شهادة في الاتصال السمعي البصري من جامعة كاردينال هيريرا CEU ودبلوم في الإخراج السينمائي من المركز السينمائي الأوروبي، ويتحدث الإسبانية والإنجليزية والفرنسية.

## وصلات خارجية
- باكو بلازا على موقع IMDb (الإنجليزية)
- باكو بلازا على موقع ميتاكريتيك (الإنجليزية)
- باكو بلازا على موقع روتن توميتوز (الإنجليزية)
- باكو بلازا على موقع ألو سيني (الفرنسية)
- باكو بلازا على موقع أول موفي (الإنجليزية)
- باكو بلازا على موقع قاعدة بيانات الأفلام السويدية (السويدية)
- باكو بلازا على موقع قاعدة بيانات الفيلم (الإنجليزية)
- باكو بلازا على موقع كينوبويسك (الروسية)